# Resistance
«Resistance» es una canción del grupo musical de rock alternativo Muse. Fue el tercer sencillo de su quinto álbum de estudio, The Resistance, y salió a la venta el 22 de febrero de 2010. 
La canción fue inspirada por la historia de amor entre Winston y Julia de la novela 1984 de George Orwell y ha sido adoptada como un himno para el amor prohibido. En 2023, el baterista Dom Howard publicó en su Instagram que la banda había decidido incorporar la canción a la lista de canciones en su concierto en Malasia para apoyar a las parejas LGBTI del país.
«Resistance» fue nominada a dos premios Grammy en los 53 Grammy Awards en dos categorías: "Mejor Canción de Rock" y "Mejor Interpretación Rock de un Dúo o Grupo con vocalista".

## Video musical
El video musical de "Resistance" es un video de un concierto del The Resistance Tour fue dirigido por Wayne Isham en el Palacio de los Deportes de Madrid, el 28 de noviembre de 2009.

## Canciones
Todas las canciones fueron compuestas por Matthew Bellamy, a excepción de Popcorn y de Prague
CD sencillo
1. "Resistance" – 5:46
2. "Prague" (Mega City Four cover) – 3:36

7" vinyl
1. "Uprising" – 5:46
2. "Popcorn" (Gershon Kingsley Cover) – 3:24

Descarga Digital
1. "Resistance" – 5:46
2. "Resistance" (Edición de Radio)
3. "Resistance" (Tiësto Remix)

Descarga digital Lados-B
1. "Resistance" (Tiësto remix -	8:10
2. "Popcorn" (Gershon Kingsley cover) - 2:25
3. "Prague" (Mega City Four cover) – 4:08